# راتا پونگام
راتا پونگام (تایلندی: รฐา โพธิ์งาม؛ زادهٔ ۱۹ مهٔ ۱۹۸۳) با نام مستعار یینگ (تایلندی: หญิง)، بازیگر و خواننده تایلندی است. او در سطح جهانی، بیشتر به خاطر ایفای نقش مکمل در فیلم فقط خدا می‌بخشد، تولید سال ۲۰۱۳ معروف است.
راتا مدرک کارشناسی و کارشناسی ارشد خود را در رشته هنرهای ارتباطات از دانشگاه بانکوک دریافت کرده‌است.

## فیلم شناسی
| فیلم ها | فیلم ها         | فیلم ها    | فیلم ها |
| سال     | نام فیلم        | نقش        | نکات    |
| ------- | --------------- | ---------- | ------- |
| ۲۰۱۲    | جن دارا: سرآغاز | بون لوئینگ | تایلندی |
| ۲۰۱۳    | فقط خدا می‌بخشد  | مای        | هالیوود |
| ۲۰۱۳    | جن دارا: آخرین  | بون لوئینگ | تایلندی |
| ۲۰۱۶    | مکانیک: رستاخیز | رنی تران   | هالیوود |
| ۲۰۲۲    | مشت انتقام      |            | هالیوود |